# Bielorrusia en los Juegos Paralímpicos de Salt Lake City 2002
Bielorrusia estuvo representada en los Juegos Paralímpicos de Salt Lake City 2002 por cuatro deportistas, tres hombres y una mujer.

## Medallistas
El equipo paralímpico bielorruso obtuvo las siguientes medallas:
| Nombre                | Deporte        | Evento             |
| --------------------- | -------------- | ------------------ |
| Oro                   |                |                    |
| Yadviha Skorabahataya | Esquí de fondo | 5 km B2-3 femenino |
| Plata                 |                |                    |
| Yadviha Skorabahataya | Esquí de fondo | 10 km B3 femenino  |
| Bronce                |                |                    |
| —                     |                |                    |